# Campionati europei di atletica leggera indoor 2013 - 3000 metri piani maschili
La gara si è svolta il 1º e il 2 marzo 2013.

## Podio
| #       | Atleta              | Nazionalità | Tempo   | Note                          |
| ------- | ------------------- | ----------- | ------- | ----------------------------- |
| Oro     | Hayle İbrahimov     | Azerbaigian | 7'49"74 |                               |
| Argento | Juan Carlos Higuero | Spagna      | 7'50"26 |                               |
| Bronzo  | Ciarán Ólionáird    | Irlanda     | 7'50"40 | Miglior prestazione personale |

## Record
Prima di questa competizione, il record del mondo (RM), il record europeo (EU) ed il record dei campionati (RC) sono i seguenti:
| Record                | Prestazione | Atleta                | Data                               | Competizione        |
| --------------------- | ----------- | --------------------- | ---------------------------------- | ------------------- |
| Record mondiale       | 7'24"90     | Daniel Komen Kenya    | 6 febbraio 1998 Budapest, Ungheria |                     |
| Record europeo        | 7'32"41     | Sergio Sánchez Spagna | 13 febbraio 2010 Valencia, Spagna  |                     |
| Record dei campionati | 7'40"17     | Mo Farah Regno Unito  | 7 marzo 2009 Madrid, Spagna        | Europei indoor 2009 |

## Risultati

### Qualificazioni
I primi 4 di ogni batteria (Q) e i 4 migliori tempi (q) si qualificano per la finale.

#### Batteria 1
| Pos. | Corsia | Nome                | Nazione  | Tempo   | Note                          |
| ---- | ------ | ------------------- | -------- | ------- | ----------------------------- |
| 1    | 4      | Ciarán Ólionáird    | Irlanda  | 7'55"12 | Q                             |
| 2    | 1      | Florian Carvalho    | Francia  | 7'55"58 | Q                             |
| 3    | 7      | Polat Kemboi Arikan | Turchia  | 7'55"64 | Q                             |
| 4    | 5      | Henrik Ingebrigtsen | Norvegia | 7'55"77 | Q                             |
| 5    | 2      | Lander Tijtgat      | Belgio   | 7'55"93 | q                             |
| 6    | 9      | Adil Bouafif        | Svezia   | 7'58"29 | q                             |
| 7    | 8      | Andrey Safronov     | Russia   | 7'59"17 | q                             |
| 8    | 11     | Stephen Scullion    | Irlanda  | 8'00"78 |                               |
| 9    | 6      | Ivan Strebkov       | Ucraina  | 8'04"23 | Miglior prestazione personale |
| -    | 3      | Barnabás Bene       | Ungheria | dnf     |                               |
| -    | 10     | Carlos Alonso       | Spagna   | dq      |                               |

#### Batteria 2
| Pos. | Corsia | Nome                   | Nazione     | Tempo   | Note                          |
| ---- | ------ | ---------------------- | ----------- | ------- | ----------------------------- |
| 1    | 4      | Hayle İbrahimov        | Azerbaigian | 7'50"55 | Q                             |
| 2    | 3      | Yoann Kowall           | Francia     | 7'55"61 | Q                             |
| 3    | 11     | Roberto Alaiz          | Spagna      | 7'55"82 | Q                             |
| 4    | 2      | Juan Carlos Higuero    | Spagna      | 7'55"98 | Q                             |
| 5    | 8      | Halil Akkaş            | Turchia     | 7'56"08 | q                             |
| 6    | 6      | Mateusz Demczyszak     | Polonia     | 7'59"41 |                               |
| 7    | 7      | Hans Kristian Fløystad | Norvegia    | 8'01"58 | Miglior prestazione personale |
| 8    | 5      | Johan Hydén            | Svezia      | 8'02"20 | Miglior prestazione personale |
| 9    | 9      | Abdellah Haidane       | Italia      | 8'03"20 |                               |
| 10   | 1      | Albert Minczér         | Ungheria    | 8'17"25 |                               |
| 11   | 10     | John Travers           | Irlanda     | 8'23"83 |                               |

### Finale
| Pos. | Corsia | Nome                | Nazione     | Tempo   | Note                                     |
| ---- | ------ | ------------------- | ----------- | ------- | ---------------------------------------- |
| 1    | 3      | Hayle İbrahimov     | Azerbaigian | 7'49"74 |                                          |
| 2    | 9      | Juan Carlos Higuero | Spagna      | 7'50"26 |                                          |
| 3    | 5      | Ciarán Ólionáird    | Irlanda     | 7'50"40 | Miglior prestazione personale            |
| 4    | 11     | Yoann Kowal         | Francia     | 7'50"89 |                                          |
| 5    | 4      | Florian Carvalho    | Francia     | 7'53"23 |                                          |
| 6    | 8      | Halil Akkaş         | Turchia     | 7'54"89 | Miglior prestazione personale stagionale |
| 7    | 11     | Roberto Alaiz       | Spagna      | 7'55"12 |                                          |
| 8    | 12     | Lander Tijtgat      | Belgio      | 7'55"59 | Miglior prestazione personale            |
| 9    | 2      | Adil Bouafif        | Svezia      | 7'59"81 |                                          |
| 10   | 6      | Polat Kemboi Arikan | Turchia     | 8'00"72 |                                          |
| 11   | 1      | Henrik Ingebrigtsen | Norvegia    | 8'02"45 |                                          |
| 12   | 7      | Andrey Safronov     | Russia      | 8'15"37 |                                          |